# Waitaki District
Der Waitaki District ist eine größtenteils zur Region Canterbury gehörende Verwaltungseinheit auf der Südinsel Neuseelands. Der Rat des Distrikts, Waitaki District Council (Distriktrat) genannt, hat seinen Sitz in der Stadt Oamaru, ebenso wie die Verwaltung des Distrikts. Etwa 55 % des Distrikts liegt in der Region Canterbury und die restlichen 45 % befinden sich in der Region Otago.

## Geographie

### Geographische Lage
Der Waitaki District verfügt über eine reine Landfläche von 7109 km² und ist damit der drittgrößte Distrikt der Region Canterbury. Zum Census im Jahr 2013 zählte der Distrikt 20.829 Einwohner und brachte es damit auf eine Bevölkerungsdichte von 2,9 Einwohner pro km².
Im Westen grenzt der Distrikt an den Queenstown-Lakes District an, im Süden an den Central Otago District und dem Stadtgebiet von Dunedin City. Der nordwestlichste Zipfel hat eine gemeinsame Distriktgrenze mit dem Westland District, der bereits zur Region West Coast gehört. Der Nordosten hingegen schließt an die Distrikte Mackenzie und Waimate an, die ebenfalls zur Region Canterbury zählen. Die östliche Grenze des Waitaki Districts wird von der Küstenlinie zum Pazifischen Ozean gebildet.
Landschaftlich bestimmend sind, wenn man von dem kleinen Stück der Ebene des Waitaki River nördlich von Oamaru absieht, die Berge der Kakanui Mountains mit ihren Ausläufern, die St. Marys Range, Hawkdun Range und die Barrier Range. Der Waitaki River, der gleichzeitig mit der nördlichen Distriktgrenze identisch ist, bestimmt das nördliche Landschaftsbild, in dem im Nordwesten der Lake Ōhau über den Ōhau River zusammen mit dem Ahuriri River den Waitaki River füllt.
Die größte Stadt des Distrikts ist mit großem Abstand Oamaru mit rund 13.000 Einwohnern. Alle anderen Orte liegen unterhalb von 1000 Einwohnern.

### Klima
Die klimatischen Verhältnisse im Waitaki District sind sehr unterschiedlich, zieht sich der Distrikt doch von der Ostküste bis zu den Ostflanken der Neuseeländischen Alpen hin. So verzeichnet der äußerste Westen des Distrikts Niederschläge von 1200 mm aufwärts bis über 2000 mm pro Jahr. In den Bergen der Kakanui Mountains kann noch mit Niederschlägen um die 1200 mm pro Jahr gerechnet werden. In den übrigen Regionen liegen sie zwischen 500 mm und 700 mm je nach Höhenlagen. Die durchschnittlichen Tagestemperaturen variieren zwischen 17 °C und 23 °C im Sommer je nach Lage. Im Winter hingegen liegen sie an der Küste zwischen 1 °C und 2 °C, im Inland aber im einstelligen Minusbereich. Auch die Sonnenscheindauer ist ungleich verteilt. In den Hochlagen im Westen kommt die Sonne nicht über 1600 Stunden zum Vorschein, nach Osten hin variiert die Sonnenscheindauer zwischen 1800 und 1900 Stunden pro Jahr.

## Bevölkerung

### Bevölkerungsentwicklung
Von den 20.829 Einwohnern des Distrikts waren 2013 1278 Einwohner Māori-stämmig (6,1 %). Damit lebten 0,2 % der Māori-Bevölkerung des Landes im Waitaki District. Das durchschnittliche Einkommen in der Bevölkerung lag 2013 bei 25.300 NZ$ gegenüber 28.500 NZ$ im Landesdurchschnitt.

### Herkunft und Sprachen
Die Frage nach der Zugehörigkeit einer ethnischen Gruppe beantworteten in der Volkszählung 2013 91,2 % mit Europäer zu sein, 6,5 % gaben an, Māori-Wurzeln zu haben, 2,4 % kamen von den Inseln des pazifischen Raums und 3,1 % stammten aus Asien (Mehrfachnennungen waren möglich). 13,0 % der Bevölkerung gab an in Übersee geboren zu sein. 1,1 % der Bevölkerung sprachen Tonga als zweithäufigste Sprache nach Englisch. Die Maorische Sprache sprachen 9,0 % der Māori.

## Politik

### Verwaltung
Der Waitaki District ist noch einmal in vier Wards unterteilt, dem Oamaru Ward mit sechs Councillors (Ratsmitglieder), dem Corriedale Ward mit zwei und dem Ahuriri Ward und dem Waihemo Ward mit je einem Councillor. Die zehn Councillors bilden zusammen mit dem Mayor (Bürgermeister) den Distrikt Council (Distriktrat) und werden alle drei Jahre neu gewählt.

## Infrastruktur

### Straßenverkehr
Verkehrstechnisch angeschlossen ist der Distrikt durch den New Zealand State Highway 1, der von Dunedin kommend, den Distrikt an der Küste durchquert. Im nördlichen Teil des Distrikts verläuft der State Highway 83 entlang des Waitaki River und verbindet den State Highway 1 mit dem State Highway 8 im westlichen Teil. Im südlichen Teil des Distrikts, der in der  Region Otago liegt, stellt der State Highways 85 lediglich eine Querverbindungen her. 

### Schienenverkehr
Ebenfalls an der Küste entlang verläuft die Eisenbahnlinie des South Island Main Trunk Railway, der Oamaru mit Invergarcill im Süden und Christchurch im Norden sowie weiteren nördlichen Landesteilen der Südinsel verbindet. Auf dieser Eisenbahnstrecke werden aber lediglich Güter transportiert.